# IRT Broadway-Seventh Avenue Line

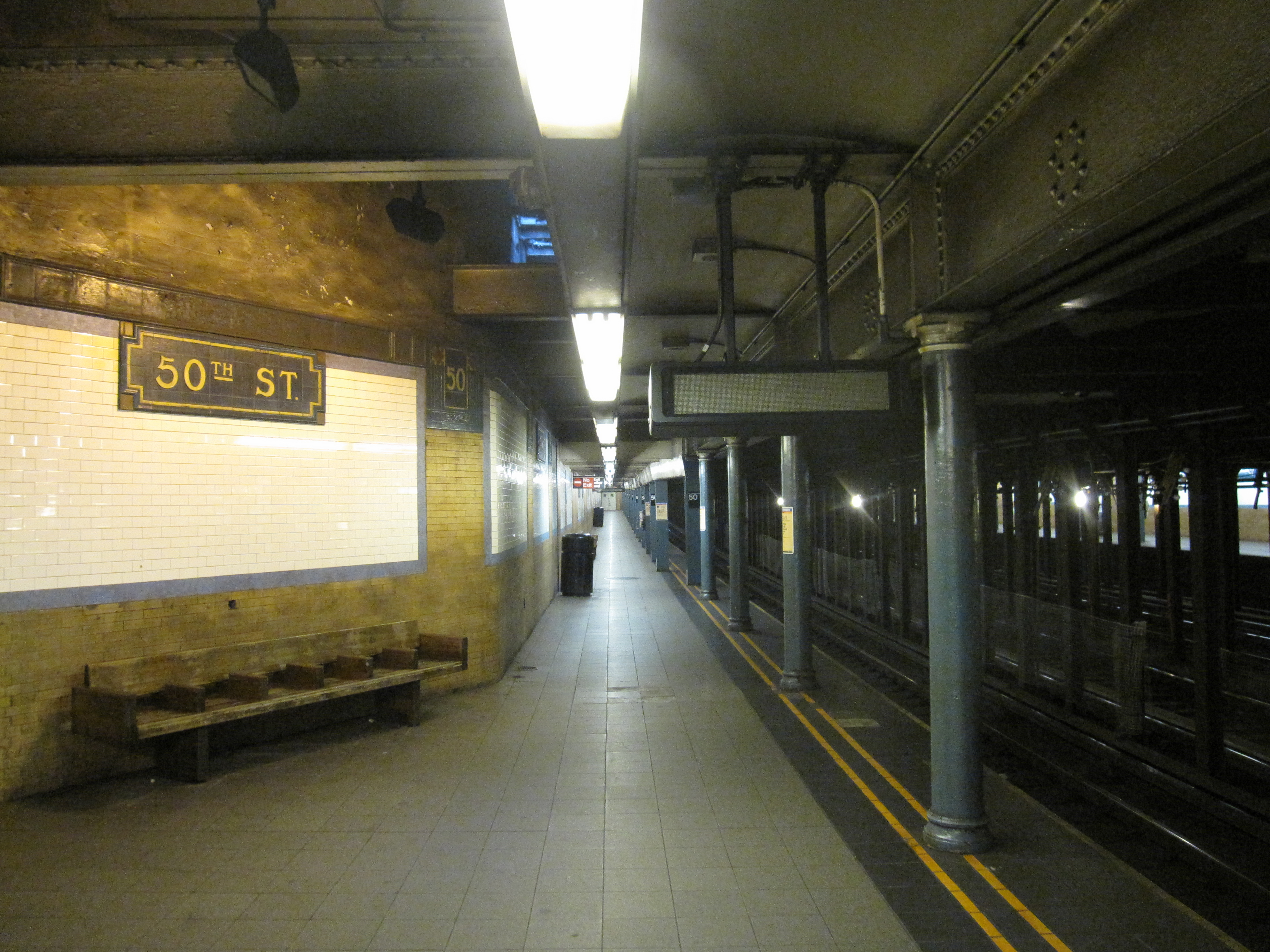
Arrêt du 50th Street.

IRT Broadway – Seventh Avenue Line , également nommée IRT West Side Line ou IRT Seventh Avenue Line, est une ligne (au sens de tronçon du réseau) à la fois souterraine et aérienne du métro de New York qui dessert les arrondissements de Manhattan, de Brooklyn et du Bronx. Issue de l'ancien réseau de l'Interborough Rapid Transit Company (IRT), elle constitue avec l'IRT Lexington Avenue Line l'une des deux premières lignes souterraines du réseau. D'un point de vue technique, elle fait aujourd'hui partie de la Division A. Elle constitue en outre l'une des lignes principales (trunk lines) du réseau qui donnent leur couleur (en l’occurrence le rouge) aux dessertes (services) qui les empruntent, à la fois dans Manhattan et en dehors. La ligne, dont une partie a été inaugurée en 1904 fut achevée en 1919, et comporte aujourd'hui 44 stations. Elle tire son nom du fait que la plupart de son tracé est situé en dessous de la Septième Avenue au sud de Times Square, puis de Broadway au-delà. Elle est empruntée par les services de desserte ligne 1, ligne 2 et ligne 3. La ligne dessert notamment le Lincoln Center, l'université Columbia, ainsi que le City College of New York.

## Historique

### Chronologie ouvertures
- 27 octobre 1904 de City Hall à 145th Street[1],[2],[3],

### Des premiers segments à l'inauguration du «réseau en H»

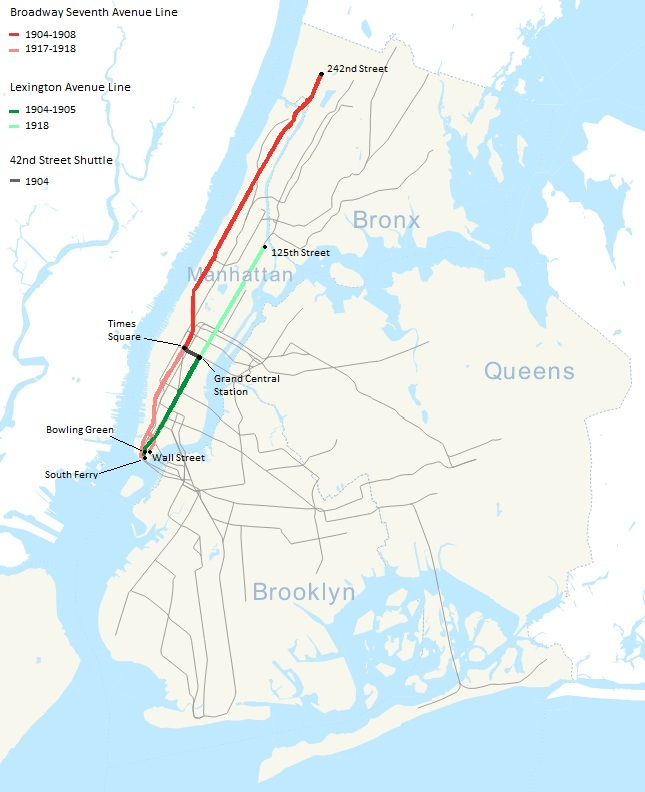
Carte montrant l'évolution des deux lignes de l'IRT (Broadway-Seventh Avenue Line et Lexington Avenue Line) entre 1904, année d'ouverture des premiers tronçons souterrains, et 1918, année d'inauguration du « réseau en H » (dont la barre centrale est formée par le S 42nd Street Shuttle).

Lorsque les premiers segments des lignes de l'IRT furent inaugurés entre 1904 et 1908, l'un des principaux schémas de desserte était la « Branche Ouest » (West Side Branch) qui allait de Lower Manhattan à Van Cortlandt Park – 242nd Street en empruntant successivement l'actuelle IRT Lexington Avenue Line, le 42nd Street Shuttle et une section de la Broadway-Seventh Avenue Line à partir de la 50th Street. Des dessertes express et omnibus étaient proposées, en utilisant notamment les voies express au sud de la 96th Street. Pendant les heures de pointe, certains métros express continuaient jusqu'à la station Atlantic Avenue à Brooklyn, tandis que les autres métros express, et l'ensemble des métros omnibus faisaient demi-tour à City Hall ou South Ferry,,.
Les premières portions de la Broadway – Seventh Avenue Line au sud de la station Times Square – 42nd Street ouvrirent le 3 juin 1917 sous la forme d'une navette allant jusqu'à 34th Street – Penn Station. Cette navette fut prolongée jusqu'à South Ferry et le nouveau segment fut mis en service le 1er juillet 1918. Les travaux inclurent en outre l'ajout d'une nouvelle navette entre Chambers Street et Wall Street (esquissant le futur parcours emprunté par les dessertes 2 et 3 en direction de Brooklyn) le 1er août 1918. L'année 1918 marqua une année importante dans l'histoire du réseau, puisqu'elle fut marquée par la mise en service quasi simultanée du prolongement de la Broadway – Seventh Avenue Line au sud de Times Square (le 1er août 1918), et du prolongement de l'IRT Lexington Avenue Line au nord (le 17 juillet 1918). Le 1er août 1918, le nouveau « réseau en H » (dont le 42nd Street Shuttle constituait la barre centrale) fut inauguré par le maire John Hylan en envoyant les premiers trains au sud de Times Square – 42nd Street via le nouveau segment de la Seventh Avenue Line.
Dans ce système, les voies locales allaient jusqu'au terminus de South Ferry, tandis que les voies express utilisaient l'embranchement Brooklyn en direction de Wall Street. La liaison vers Brooklyn et la station de Atlantic Avenue via le Clark Street Tunnel fut quant à elle inaugurée le 15 avril 1919. Les extensions de la Eastern Parkway Line et des raccordements avec la Nostrand Avenue Line et la New Lots Line ouvrirent au cours des années suivantes, prolongeant ainsi la desserte de la West Side Branch jusqu'à Flatbush Avenue – Brooklyn College et New Lots Avenue.

### Évolution des dessertes
Le 6 février 1959, la desserte 1, qui circulait auparavant en express le long de la ligne en direction de Brooklyn prit le nom de West Side Local (omnibus). Les métros 3, qui effectuaient quant à eux une desserte express jusqu'à South Ferry furent ainsi déroutés. Le schéma de desserte des métros 1 n'a pas été modifié depuis.
Le 21 août 1989, une desserte spéciale baptisée 9 et fonctionnant en saut-de-mouton sur le parcours des métros 1 fut mise en place pour les jours de semaine. Ce nouveau service n'était cependant utilisé qu'au nord de la station 137th Street – City College. En 1994, le service fut partiellement supprimé (pendant les middays c'est-à-dire entre les heures de pointe du matin et du soir). À ce moment-là, les métros 1 ne sautaient que les stations de Marble Hill – 225th, 207th Street et 145th Street, tandis que les métros 9 sautaient les stations 238th Street, 215th Street, Dyckman Street et 157th Street.

### L'après 11 septembre
À la suite des attentats du 11 septembre 2001, il fut nécessaire de modifier le parcours de la desserte ligne 1 étant donné que la Broadway – Seventh Avenue Line passait directement sous le World Trade Center, et que les infrastructures furent significativement endommagées à la suite de l'effondrement des tours jumelles. Dans le nouveau schéma de desserte, les métros ligne 1 ne circulaient qu'entre 14th Street / Sixth Avenue et Van Cortlandt Park – 242nd Street, avec une desserte express au sud de la station 96th Street. La desserte ligne 9 fut quant à elle suspendue pendant cette période. Le 19 septembre, à la suite de plusieurs retards à la 96th Street, les schémas de desserte furent de nouveau adaptés. Les métros ligne 1 remplacèrent ainsi la desserte ligne 3  via un parcours omnibus entre Van Cortlandt Park – 242nd Street et New Lots Avenue via le Clark Street Tunnel et l'IRT Eastern Parkway Line, et la desserte des métros ligne 3 fut raccourcie jusqu'à 14th Street / Sixth Avenue toute la journée, sauf la nuit ou le service était prolongé jusqu'à Chambers Street à la place. Le 15 septembre 2002, les métros ligne 1 circulèrent de nouveau vers South Ferry, et la desserte ligne 9 fut restaurée en saut-de-mouton.
Le 27 mai 2005, la desserte ligne 9 et le système de saut-de-mouton furent supprimés.
Le 16 mars 2009, la desserte ligne 1 vit à nouveau son parcours modifié avec la fermeture de la station des South Ferry loops (qui permettait également aux métros de faire demi-tour) et l'ouverture d'un nouveau complexe à South Ferry – Whitehall Street. Cette station fut la première à ouvrir sur la ligne depuis l'inauguration de l'63rd Street Line en 1989. Les deux boucles de l'ancienne station restent cependant utilisées par certains métros à desserte courte (comme les métros 5 lorsqu'ils ne vont pas à Brooklyn), mais les quais ne sont plus accessibles aux passagers. À la suite du passage de l'Ouragan Sandy, l'ancienne station fut temporairement rouverte le temps de réparer les dégâts dans le nouveau complexe.

## Infrastructure

### Stations
| | Station                                   | Voies              | Dessertes       | Ouverture        | Correspondances |
| --- | ----------------------------------------- | ------------------ | --------------- | ---------------- | --- |
| | Van Cortlandt Park – 242nd Street         | Omnibus            | (1)             | 1er août 1908    | |
| Début des voies express centrales (non utilisées)                                                                    |                                           |                    |                 |                  | |
| | 238th Street                              | Omnibus            | (1)             | 1er août 1908    | |
| | 231st Street                              | Omnibus            | (1)             | 27 janvier 1907  | |
| | Marble Hill – 225th Street                | Omnibus            | (1)             | 14 janvier 1907  | Metro-North Railroad |
| Broadway Bridge |                                           |                    |                 |                  | |
| | 221st Street                              |                    |                 | 12 mars 1906     | (terminus provisoire, la station est fermée en 1907 et démontée)                                                                                                   |
| | 215th Street                              | Omnibus            | (1)             | 12 mars 1906     | |
| | 207th Street                              | Omnibus            | (1)             | 16 mars 1906     | |
| Fin des voies express centrales (non utilisées)                                                                      |                                           |                    |                 |                  | |
| | Dyckman Street                            | Omnibus            | (1)             | 12 mars 1906     | |
| | 191st Street                              | Omnibus            | (1)             | 14 janvier 1911  | |
| | 181st Street                              | Omnibus            | (1)             | 16 mars 1906     | |
| | 168th Street                              | Omnibus            | (1)             | 16 avril 1906    | IND Eighth Avenue Line () |
| | 157th Street                              | Omnibus            | (1)             | 12 novembre 1904 | |
| Début des voies express centrales (non utilisées)                                                                    |                                           |                    |                 |                  | |
| | 145th Street                              | Omnibus            | (1)             | 27 octobre 1904  | |
| | 137th Street – City College               | Omnibus            | (1)             | 27 octobre 1904  | |
| | 125th Street                              | Omnibus            | (1)             | 27 octobre 1904  | |
| | 116th Street – Columbia University        | Omnibus            | (1)             | 27 octobre 1904  | |
| | Cathedral Parkway – 110th Street          | Omnibus            | (1)             | 27 octobre 1904  | |
| | 103rd Street                              | Omnibus            | (1)             | 27 octobre 1904  | |
| Fin des voies express centrales (non utilisées)                                                                      |                                           |                    |                 |                  | |
| Raccordement avec l'IRT Lenox Avenue Line (Dessertes 2 et 3)                                                         |                                           |                    |                 |                  | |
| | 96th Street                               | Express et omnibus | (1) · (2) · (3) | 27 octobre 1904  | |
| | 86th Street                               | Omnibus            | (1) · (2)       | 27 octobre 1904  | |
| | 79th Street                               | Omnibus            | (1) · (2)       | 27 octobre 1904  | |
| | 72nd Street                               | Express et omnibus | (1) · (2) · (3) | 27 octobre 1904  | |
| | 66th Street-Lincoln Center                | Omnibus            | (1) · (2)       | 27 octobre 1904  | |
| | 59th Street-Columbus Circle               | Omnibus            | (1) · (2)       | 27 octobre 1904  | IND Eighth Avenue Line () |
| | 50th Street                               | Omnibus            | (1) · (2)       | 27 octobre 1904  | |
| Raccordement avec l'IRT 42nd Street Shuttle (non utilisé)                                                            |                                           |                    |                 |                  | |
| | Times Square – 42nd Street                | Express et omnibus | (1) · (2) · (3) | 3 juin 1917      | IRT Flushing Line () 42nd Street Shuttle () IND Eighth Avenue Line () à 42nd Street – Port Authority Bus Terminal BMT Broadway Line () Port Authority Bus Terminal |
| | 34th Street – Penn Station                | Express et omnibus | (1) · (2) · (3) | 3 juin 1917      | Penn Station (Amtrak, Long Island Rail Road et New Jersey Transit)                                                                                                 |
| | 28th Street                               | Omnibus            | (1) · (2)       | 1er juillet 1918 | |
| | 23rd Street                               | Omnibus            | (1) · (2)       | 1er juillet 1918 | |
| | 18th Street                               | Omnibus            | (1) · (2)       | 1er juillet 1918 | |
| | 14th Street / Sixth Avenue                | Express et omnibus | (1) · (2) · (3) | 1er juillet 1918 | IND Sixth Avenue Line () BMT Canarsie Line () PATH à 14th Street                                                                                                   |
| | Christopher Street – Sheridan Square (en) | Omnibus            | (1) · (2)       | 1er juillet 1918 | PATH à Christopher Street |
| | Houston Street (en)                       | Omnibus            | (1) · (2)       | 1er juillet 1918 | |
| | Canal Street (en)                         | Omnibus            | (1) · (2)       | 1er juillet 1918 | |
| | Franklin Street (en)                      | Omnibus            | (1) · (2)       | 1er juillet 1918 | |
| | Chambers Street                           | Express et omnibus | (1) · (2) · (3) | 1er juillet 1918 | |
| Raccordement avec l’embranchement Brooklyn (Dessertes 2 et 3). Les voies omnibus continuent vers le sud (desserte 1) |                                           |                    |                 |                  | |
| | WTC Cortlandt                             |                    |                 | 1er juillet 1918 | Fermée depuis le 11 septembre 2001 PATH à World Trade Center |
| | Rector Street (en)                        | Omnibus            | (1)             | 1er juillet 1918 | |
| | South Ferry Loop                          | Omnibus            | (1)             | 1er juillet 1918 | |
| | South Ferry                               | Omnibus            | (1)             | 16 mars 2009     | BMT Broadway Line () Ferry de Staten Island |
| Terminus de la Ligne Principale (Main Line) (métros 1)                                                               |                                           |                    |                 |                  | |
| |                                           |                    |                 |                  | |
| Embranchement Brooklyn (métros 2 et 3)                                                                               |                                           |                    |                 |                  | |
| | Park Place                                | Express            | (2) · (3)       | 1er août 1918    | IND Eighth Avenue Line () à Chambers Street IND Eighth Avenue Line () à World Trade Center PATH à World Trade Center                                               |
| | Fulton Street                             | Express            | (2) · (3)       | 1er août 1918    | IRT Lexington Avenue Line () IND Eighth Avenue Line () BMT Nassau Street Line ()                                                                                   |
| | Wall Street                               | Express            | (2) · (3)       | 1er août 1918    | |
| Clark Street Tunnel                                                                                                  |                                           |                    |                 |                  | |
| | Clark Street (en)                         | Express            | (2) · (3)       | 15 avril 1919    | |
| | Borough Hall                              | Express            | (2) · (3)       | 15 avril 1919    | IRT Eastern Parkway Line () BMT Fourth Avenue Line () à Court Street                                                                                               |
| Raccordement avec l'IRT Eastern Parkway Line (métros 2 et 3)                                                         |                                           |                    |                 |                  | |

## Exploitation
La desserte 1 emprunte l'ensemble du tracé de la ligne à Manhattan puis se prolonge au nord vers le Bronx. Elle fonctionne en omnibus entre Van Cortlandt Park – 242nd Street dans le Bronx et la station de South Ferry – Whitehall Street, au sud de Manhattan. Les dessertes 2 et 3 empruntent quant à elle la ligne à la fois dans Manhattan et Brooklyn, entre les stations de 96th Street et de Court Street – Borough Hall. Elles circulent également dans le Bronx, mais empruntent pour cela deux autres lignes: l'IRT Lenox Avenue Line et l'IRT White Plains Road Line. Elles fonctionnent toutes deux en express (arrêt aux stations principales seulement) en journée, mais les métros 2 s'arrêtent à toutes les stations de la ligne pendant la nuit, avec une desserte omnibus en complément de celle de la desserte 1.
|     | Service                           | Parcours desservi                                                                             |
| --- | --------------------------------- | --------------------------------------------------------------------------------------------- |
| (1) | Omnibus                           | Ligne complète de Van Cortlandt Park – 242nd Street (Bronx) à South Ferry au sud de Manhattan |
| (2) | Express (omnibus pendant la nuit) | De 96th Street (Manhattan) à Borough Hall (Brooklyn)                                          |
| (3) | Express, sauf la nuit             | De 96th Street (Manhattan) à Borough Hall (Brooklyn)                                          |